# Liste der Biografien/Paw
Liste der Biografien |
Portal Biografien |
Personensuche
# |
A |
B |
C |
D |
E |
F |
G |
H |
I |
J |
K |
L |
M |
N |
O |
P |
Q |
R |
S |
T |
U |
V |
W |
X |
Y |
Z |
?
 
Pa |
Pc |
Pe |
Pf |
Ph |
Pi |
Pj |
Pk |
Pl |
Pm |
Pn |
Po |
Pr |
Ps |
Pt |
Pu |
Pv |
Pw |
Py
 
Paa |
Pab |
Pac |
Pad |
Pae |
Paf |
Pag |
Pah |
Pai |
Paj |
Pak |
Pal |
Pam |
Pan |
Pao |
Pap |
Paq |
Par |
Pas |
Pat |
Pau |
Pav |
Paw |
Pax |
Pay |
Paz
Die Liste der Biografien führt alle Personen auf, die in der deutschsprachigen Wikipedia einen Artikel haben. Dieses ist eine Teilliste mit 259 Einträgen von Personen, deren Namen mit den Buchstaben „Paw“ beginnt.

## Paw

### Pawa
- Pawanger, Jakob (1680–1743), deutscher Baumeister
- Pawar, Anand (* 1986), indischer Badmintonspieler
- Pawar, Lalita (1916–1998), indische Schauspielerin
- Pawar, Priyanka (* 1988), indische Leichtathletin
- Pawar, Rajesh (* 1979), indischer Cricketspieler
- Pawar, Sharad (* 1940), indischer Politiker
- Pawar, Uday, indischer Badmintonspieler und -trainer
- Pawas, indischer DJ

### Pawe
- Pawee Tanthatemee (* 1996), thailändischer Fußballspieler
- Pawek, Karl (1906–1983), österreichischer Herausgeber verschiedener Zeitschriften
- Pawel Alexandrowitsch Katenin (1792–1853), russischer Dichter, Dramatiker und Literaturkritiker
- Pawel von Kolomna († 1656), russischer Geistlicher und Märtyrer
- Pawel von Taganrog (1792–1879), russischer Geistlicher und Heiliger
- Paweł von Worczyn, polnischer Theologe und Schriftsteller
- Paweł Włodkowic († 1435), polnischer politischer Denker, Jurist und Diplomat
- Paweł z Przemankowa († 1292), römisch-katholischer Bischof von Krakau
- Pawel, Andreas (1544–1590), deutscher Jurist und kursächsischer Hofrat
- Pawel, Andreas (1574–1654), deutscher Gewandschneider, Ratsherr und Bürgermeister
- Pawel, Andreas (* 1961), deutscher Schriftsteller und Unternehmer
- Pawel, Gerke (1513–1563), deutscher Ratsherr und Kämmerer
- Pawel, Henning (1944–2022), deutscher Kinderbuchautor und Schriftsteller, inoffizieller Mitarbeiter der DDR-Staatssicherheit
- Pawel, Jaro († 1917), österreichischer Turnpädagoge und Germanist
- Pawel-Rammingen, Hans von (1856–1924), sächsischer Generalmajor
- Pawela, Fabian (* 1985), polnischer Fußballspieler
- Pawelcik, Bernhard (1880–1970), deutscher Verwaltungsjurist und Richter; Erster Bürgermeister der Ordensstadt Marienburg
- Pawełczak, Bartłomiej (* 1982), polnischer Ruderer
- Pawelczyk, Alfons (* 1933), deutscher Offizier und Politiker (SPD), MdBAlfons Pawelczyk (* 1933)

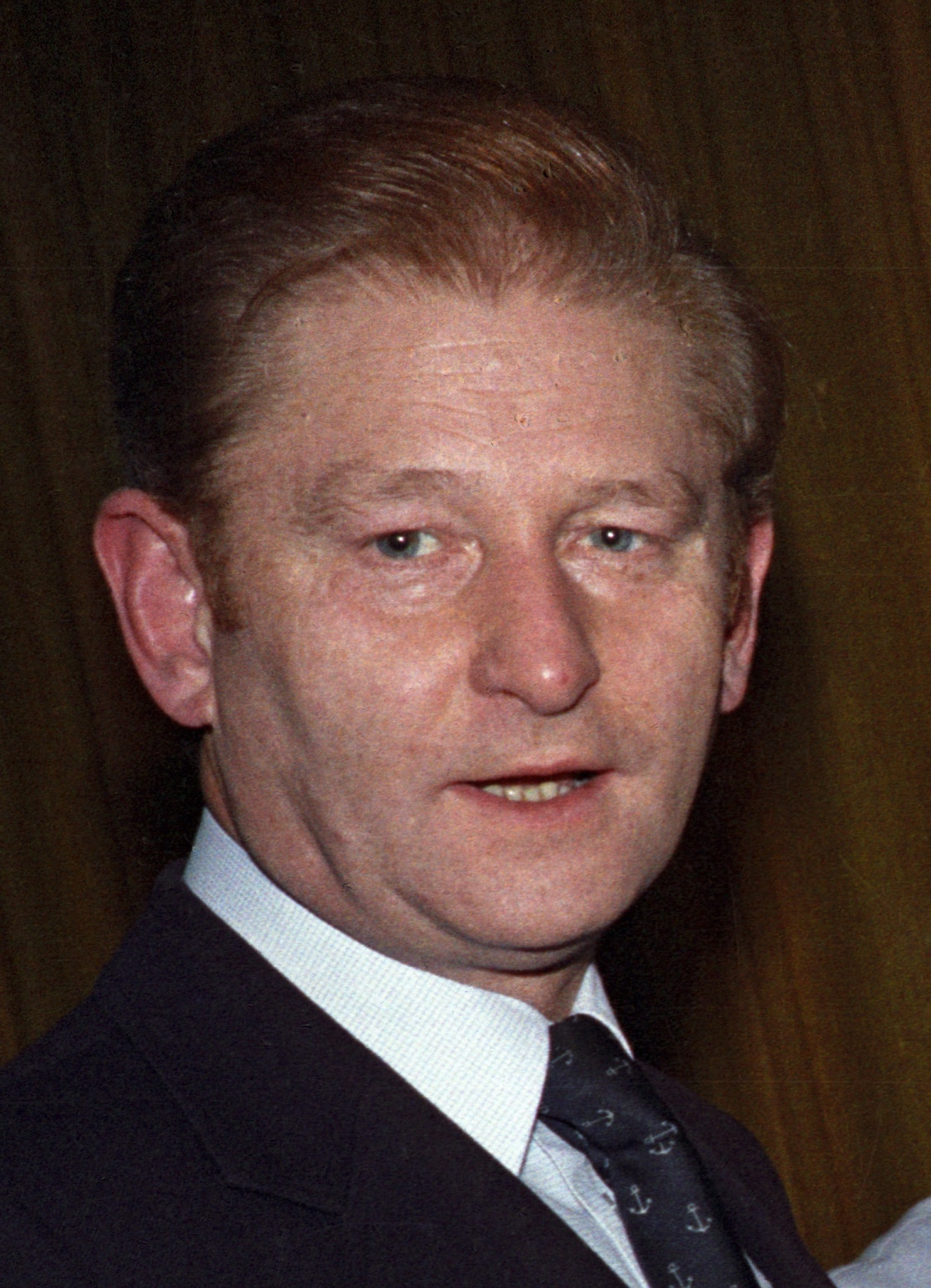
Alfons Pawelczyk (* 1933)

- Pawełczyk, Irena (* 1934), polnische Rennrodlerin
- Pawelczyk, James A. (* 1960), US-amerikanischer Astronaut
- Pawełczyńska, Anna (1922–2014), polnische Soziologin
- Pawelec, Bogusława (* 1954), polnische Schauspielerin
- Pawelec, Józef (* 1934), polnischer Politiker, Mitglied des Sejm
- Pawełek, Mariusz (* 1981), polnischer Fußballtorhüter
- Paweletz, Michail (* 1965), deutscher Journalist und FernsehmoderatorMichail Paweletz (* 1965)

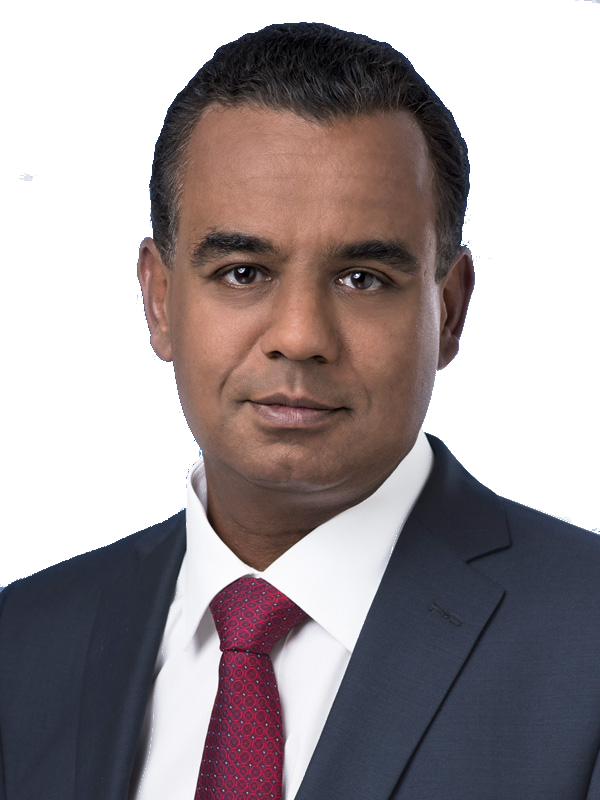
Michail Paweletz (* 1965)

- Pawelka, Karl (1890–1948), deutscher Reichsgerichtsrat
- Pawelka, Peter (* 1941), deutscher Politikwissenschaftler
- Pawelka, Rudi (* 1940), deutscher Politiker (CDU), Bundesvorsitzender der Landsmannschaft Schlesien
- Pawelke, Frank (* 1985), deutscher Luftgewehr-Trainer
- Pawelke, Gudrun (* 1969), deutsche Gestalterin, Kulturkommunikateurin und Autorin
- Pawelke, Günther (1900–1976), deutscher Diplomat
- Pawelke, Ingo (* 1975), deutscher Moderator und Conferencier
- Pawelke, Maja (* 1982), deutsche Klarinettistin und Musikpädagogin
- Pawelke, Nicole (* 1975), deutsche Kulturmanagerin, Eventregisseurin und Dozentin
- Pawelke, Rainer (* 1947), deutscher Choreograph, Regisseur, Produzent, Pädagoge und Autor
- Pawelke, Sigrid (* 1971), deutsche Kuratorin und Performance- und Kunsthistorikerin
- Pawełkiewicz, Mieczysław (1938–2007), polnischer Rennrodler
- Pawellek, Günther (* 1947), deutscher Hochschullehrer für Logistik
- Pawellek, Heidi (1944–2006), deutsche Kinderdarstellerin und Schlagersängerin
- Pawellek, Rolf (1939–2022), deutscher Fußballspieler
- Pawelski, Oskar (1933–2023), deutscher Metallurge und Hochschullehrer
- Pawelski, Rita (* 1948), deutsche Politikerin (CDU), MdL, MdB
- Pawelsz, Friedrich von (1844–1905), deutscher Vizeadmiral der Kaiserlichen Marine
- Pawelsz, Richard von (1872–1943), deutscher General der Infanterie, Reichskommissar bei der Interalliierten Militär-Kontrollkommission
- Pawelzik, Fritz (1927–2015), deutscher Entwicklungshelfer und Häuptling der Aschanti
- Pawelzik, Heide (1942–2021), deutsche bildende Künstlerin

### Pawi
- Pawina Thongsuk (* 1979), thailändische Gewichtheberin

### Pawk
- Pawkowicz, Alexander (* 1975), österreichischer Politiker (FPÖ), Landtagsabgeordneter
- Pawkowicz, Rainer (1944–1998), österreichischer Politiker (FPÖ), Landtagsabgeordneter, Abgeordneter zum Nationalrat

### Pawl
- Pawl, Eddie (1928–2013), US-amerikanischer Jazzmusiker und Geschäftsmann
- Pawlack, Dieter (* 1946), deutscher Fußballspieler
- Pawlak, Aleksander (* 2001), polnischer Fußballspieler
- Pawlak, André (* 1971), deutscher Fußballspieler und -trainer
- Pawlak, Anna (* 1978), deutsche Kunsthistorikerin
- Pawlak, Christian (* 1979), deutscher Boxer und Boxtrainer
- Pawlak, Erich (1933–2007), deutscher Fußballspieler
- Pawlak, Józef (1949–2012), polnischer Politiker, Mitglied des Sejm
- Pawlak, Krzysztof (* 1958), polnischer Fußballspieler
- Pawlak, Léon (1906–1977), französischer Fußballspieler
- Pawlak, Manfred (1929–1995), deutscher Politiker (SPD), MdA
- Pawlak, Mieczysław (1941–2014), polnischer Politiker, Sejm-Abgeordneter
- Pawlak, Stanisław (* 1933), polnischer Jurist, Richter am Internationalen Seegerichtshof
- Pawlak, Tobiasz (* 1995), polnischer Radrennfahrer
- Pawlak, Waldemar (* 1959), polnischer Politiker, Mitglied des SejmWaldemar Pawlak (* 1959)

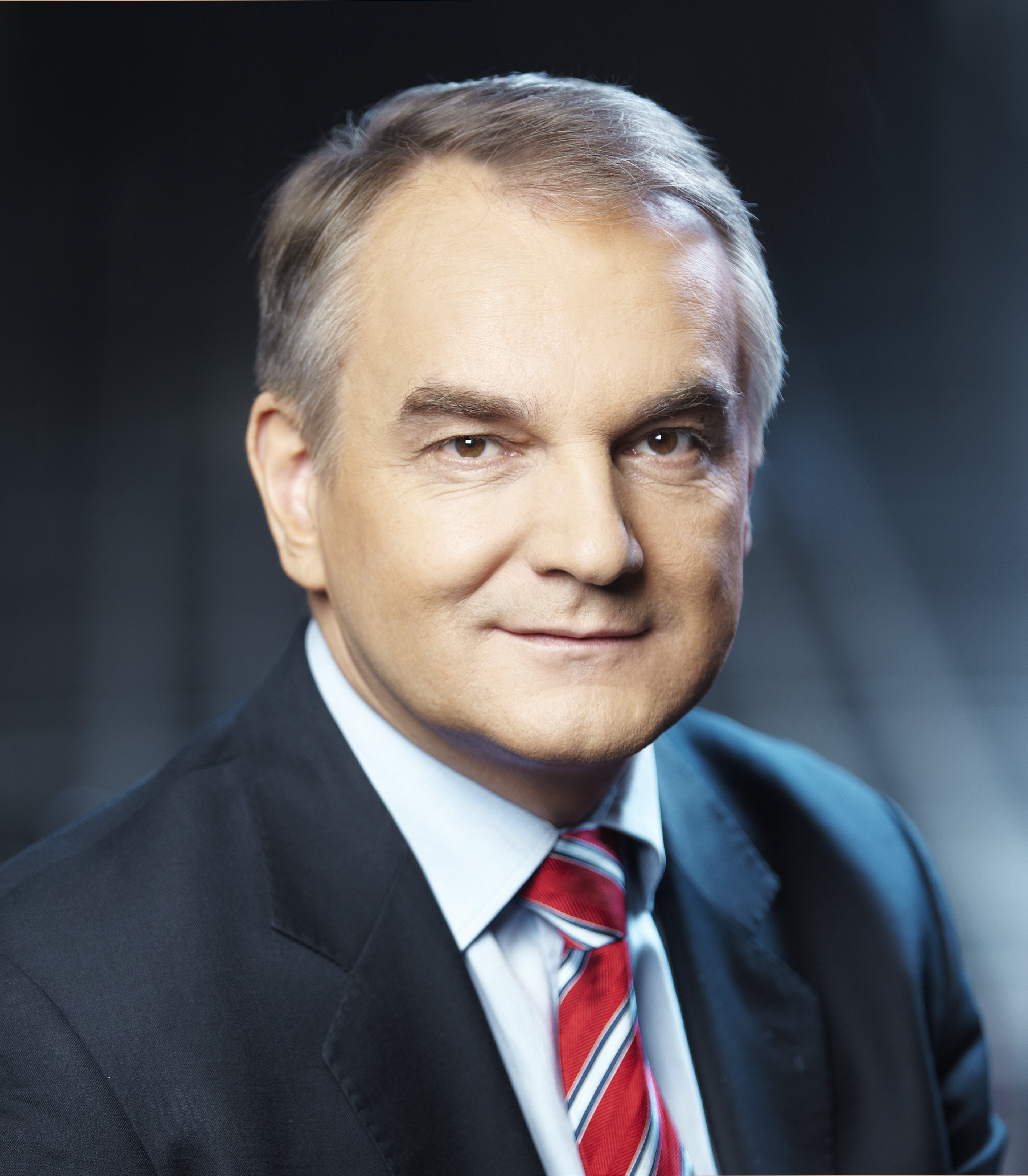
Waldemar Pawlak (* 1959)

- Pawlak, Wojciech (* 1969), polnischer Radrennfahrer
- Pawlas, Joseph (* 1882), deutscher Politiker (DP), Abgeordneter im Schlesischen Parlament (1922–1935)
- Pawlas, Zygmunt (1930–2001), polnischer Säbelfechter
- Pawlata, Edi Hans (1900–1966), österreichischer Pionier des Kanusport
- Pawlata, Eva (* 1976), österreichische Politikerin (SPÖ)Eva Pawlata (* 1976)

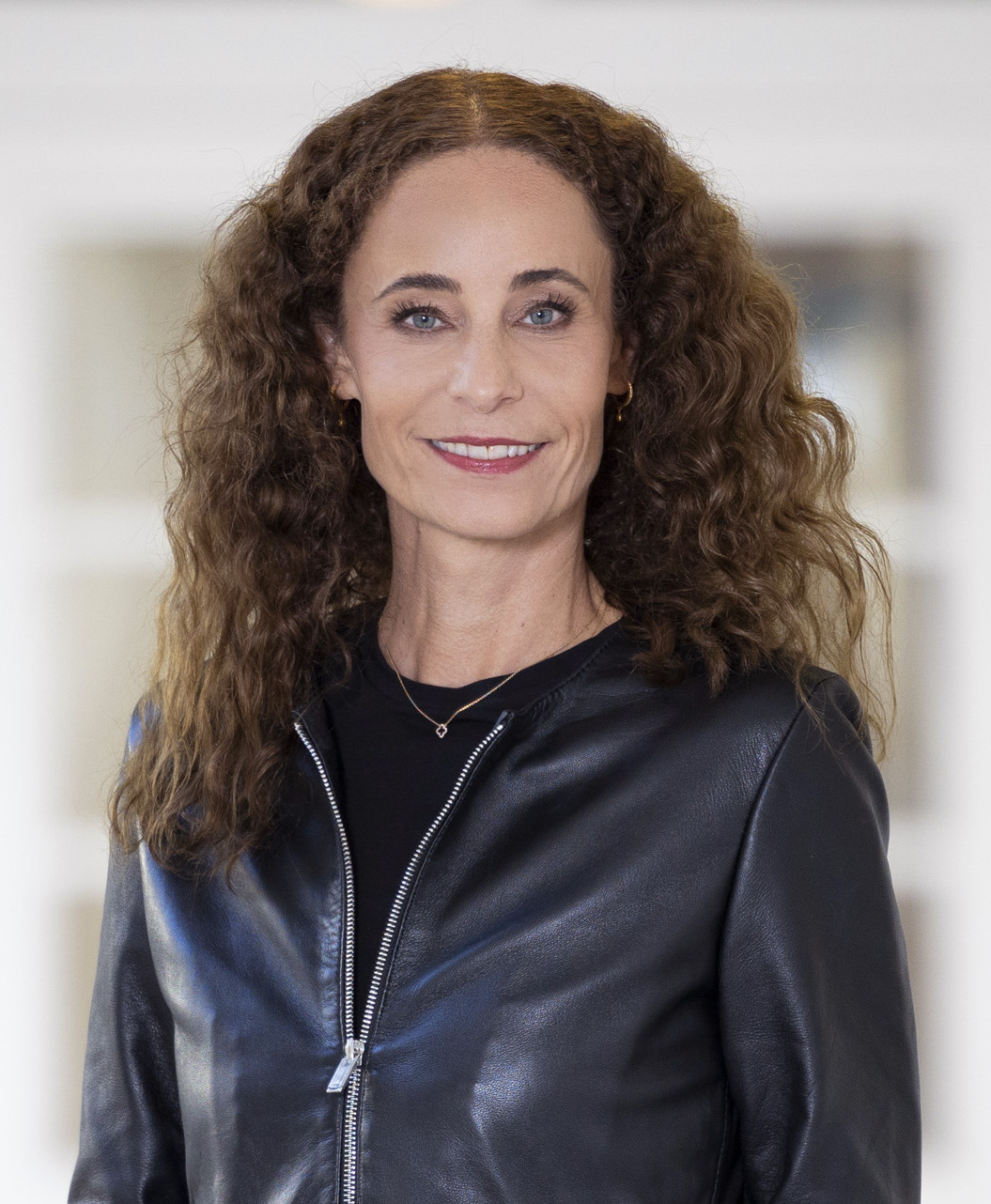
Eva Pawlata (* 1976)

- Pawle, Lennox (1872–1936), britischer Schauspieler
- Pawlenko, Alexei Andrejewitsch (* 1995), russischer Freestyle-Skier
- Pawlenko, Dmitri Wladimirowitsch (* 1991), russischer Handballspieler
- Pawlenko, Kateryna (* 1988), ukrainische Sängerin und Komponistin
- Pawlenko, Oleksij (* 1977), ukrainischer Politiker
- Pawlenko, Pawel Pawlowitsch (1902–1993), russischer Schauspieler
- Pawlenko, Wiktor Nikolajewitsch (* 1962), russischer Politiker und Bürgermeister von Archangelsk
- Pawlenski, Pjotr Andrejewitsch (* 1984), russischer Konzeptkünstler und politischer Aktivist
- Pawlenty, Tim (* 1960), US-amerikanischer Politiker
- Pawlett, Abigail (* 2003), britische Leichtathletin
- Pawlett, Peter (* 1991), schottischer Fußballspieler
- Pawletta, Johann (* 1968), deutscher Eishockeyspieler
- Pawlewska-Szydłowska, Irena (1892–1982), polnische Bergsteigerin, Bergführerin und Beamtin
- Pawlewski, Maurice (* 1998), deutscher Schauspieler
- Pawley, Howard (1934–2015), kanadischer Politiker
- Pawley, William D. (1896–1977), US-amerikanischer Diplomat sowie Akquisiteur von Curtiss-Wright
- Pawlica, Gerhard (* 1951), Schweizer Violoncellist und Musikpädagoge
- Pawlicki, Norbert (1923–1990), österreichischer Pianist und Komponist
- Pawlicki, Patricia (* 1965), österreichische FernsehjournalistinPatricia Pawlicki (* 1965)

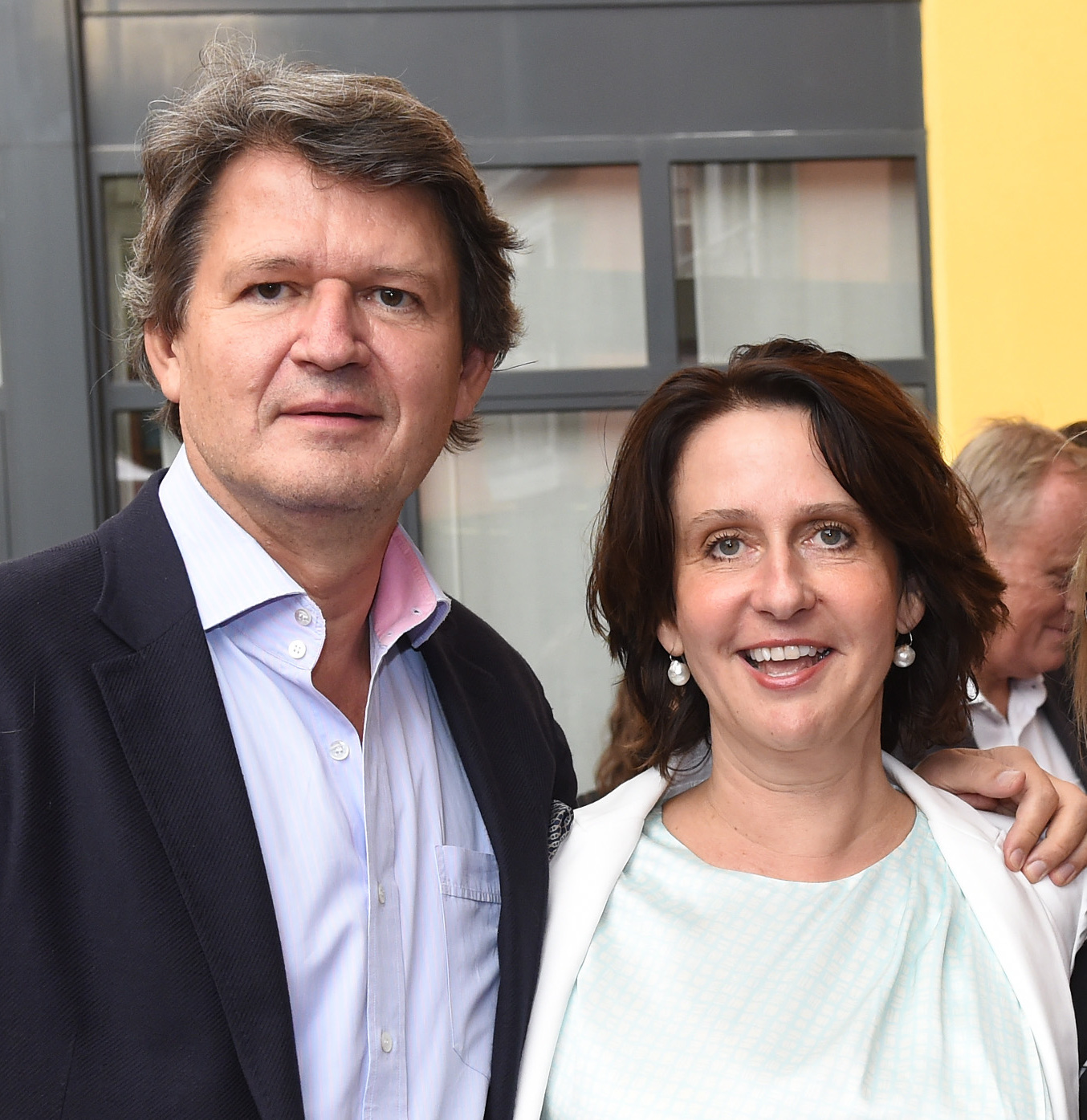
Patricia Pawlicki (* 1965)

- Pawlicki, Stefan Zachariasz (1839–1916), katholischer Priester, Professor, Philosoph und Historiker der Philosophie, Rektor der Jagiellonenuniversität und Präkursor der wissenschaftlichen Apologetik in Polen
- Pawliczek, Florian (* 1981), deutscher Filmemacher und Kameramann
- Pawliczek, Thomas (* 1965), deutscher Biathlet und Biathlontrainer
- Pawlidis, Petro (* 1955), deutscher Ringer
- Pawlik, Annemarie (1938–2019), österreichische Politikerin (SPÖ), Abgeordnete zum Nationalrat
- Pawlik, Baptiste (* 1983), deutscher Geiger
- Pawlik, Eva (1927–1983), österreichische Eiskunstläuferin und Schauspielerin
- Pawlik, Florian (* 1987), deutscher American-Football-Spieler
- Pawlik, Franz Xaver (1865–1906), österreichischer Kunsthandwerker, Stempelschneider, Graveur und Medailleur
- Pawlik, Hans (1914–2012), österreichischer Gewerkschafter und Politiker (SPÖ), Kärntner Landtagsabgeordneter
- Pawlik, Hans Peter († 2012), österreichischer Eisenbahnmaler und Autor
- Pawlik, Johannes (1923–2020), deutscher Maler, Grafiker, Autor und Kunstpädagoge
- Pawlik, Katarzyna (* 1989), polnische Schwimmerin
- Pawlik, Kurt (1934–2022), österreichischer Psychologe und Hochschullehrer
- Pawlik, Martina (* 1969), deutsche Tennisspielerin
- Pawlik, Michael (* 1965), deutscher Rechtswissenschaftler und Hochschullehrer
- Pawlik, Natalie (* 1992), deutsche Politikerin (SPD), MdBNatalie Pawlik (* 1992)

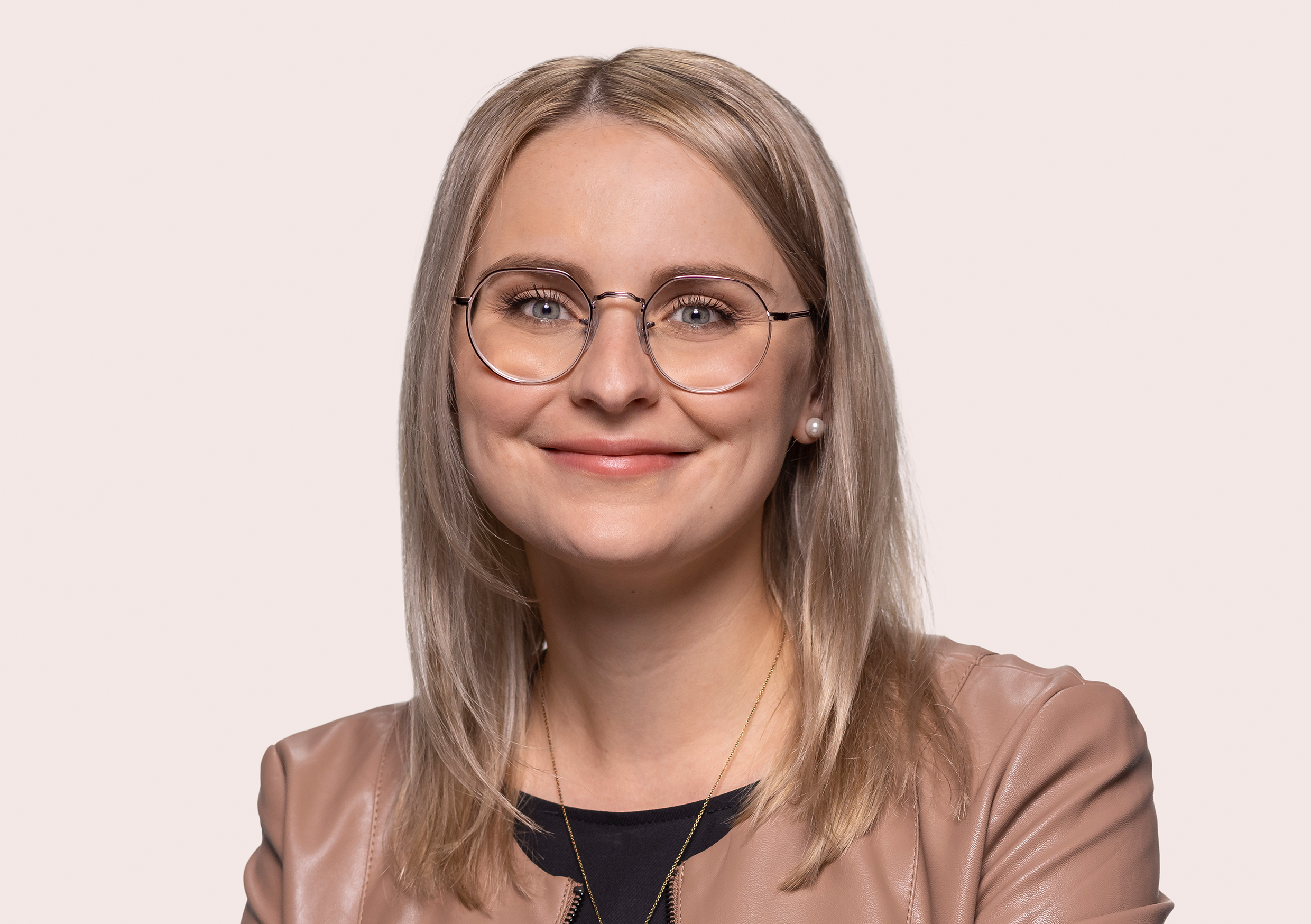
Natalie Pawlik (* 1992)

- Pawlik, Norbert (1932–1997), deutscher Jurist
- Pawlik, Peter R. (* 1946), deutscher Architekt, Historiker und Autor
- Pawlik, Peter-Michael (* 1945), deutscher Politiker (CDU), MdBB
- Pawlik, Renata (* 1955), polnische Schneiderin
- Pawlik, Robert (* 1965), österreichischer Jazzmusiker (Gitarre, Komposition)
- Pawlik, Sieghard (* 1941), deutscher Politiker (SPD), MdL Hessen
- Pawlik, Wilhelm (1866–1922), österreichischer Dirigent, Komponist und Musikpädagoge
- Pawlik, Wilhelm (1900–1968), deutscher Gewerkschafter und Politiker (SPD), MdL Nordrhein-Westfalen
- Pawlik, Włodek (* 1958), polnischer Jazzmusiker und Komponist
- Pawlikianow, Kiril (* 1965), bulgarischer Byzantinist
- Pawlikowska, Zuzanna (* 2005), polnische Tennisspielerin
- Pawlikowska-Jasnorzewska, Maria (1891–1945), polnische Dichterin und Schriftstellerin
- Pawlikowski, Andy (* 1985), luxemburgischer Hörfunkmoderator
- Pawlikowski, Ellen M., US-amerikanischer Offizier, General der US Air Force
- Pawlikowski, Ferdinand Stanislaus (1877–1956), österreichischer Geistlicher und römisch-katholischer Bischof von Seckau
- Pawlikowski, Józef (1767–1829), polnischer jakobinischer Autor
- Pawlikowski, Paweł (* 1957), polnischer FilmregisseurPaweł Pawlikowski (* 1957)

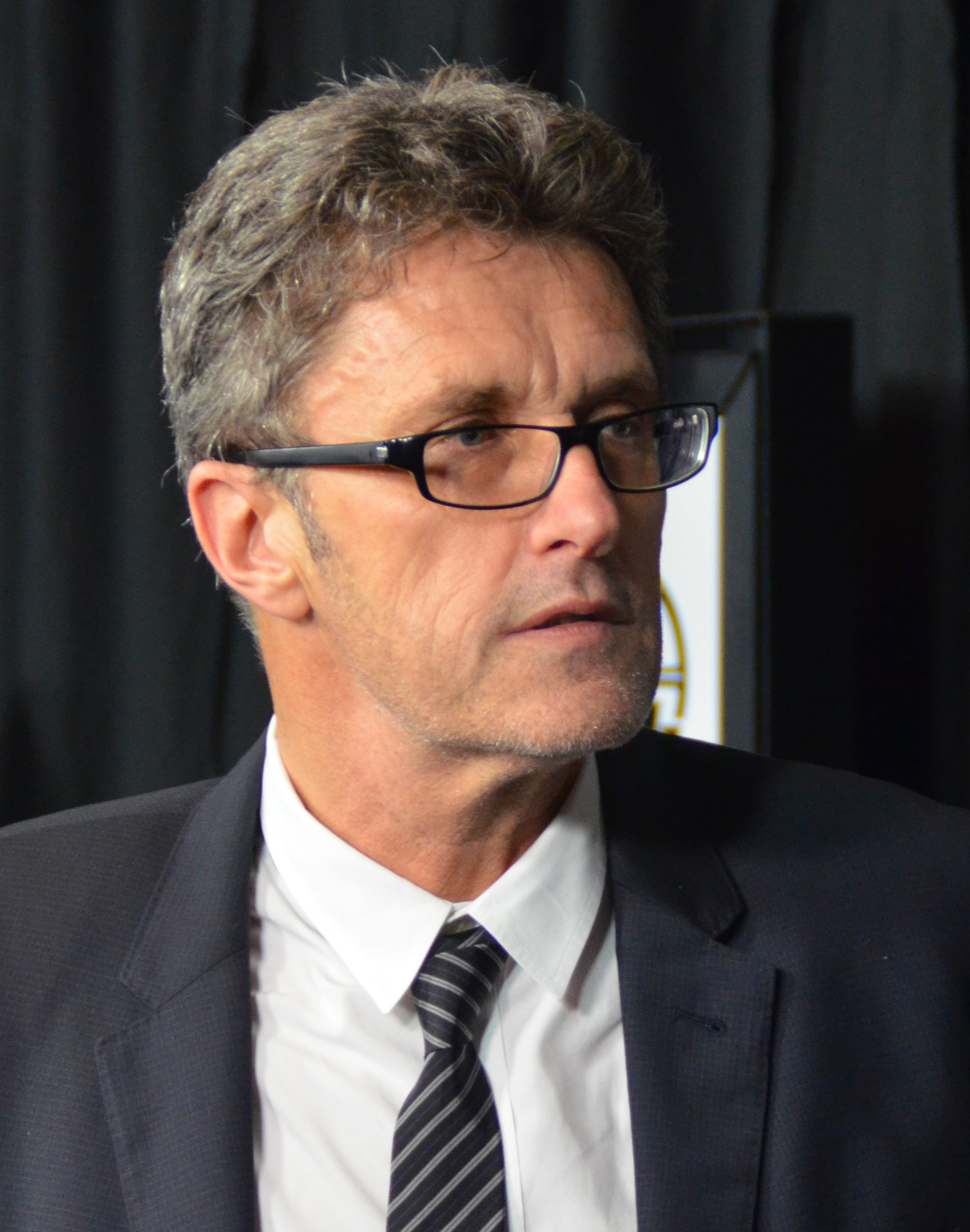
Paweł Pawlikowski (* 1957)

- Pawlikowski, Rudolf (1868–1942), deutscher Maschinenbauingenieur, Erfinder und Unternehmer
- Pawling, Levi (1773–1845), US-amerikanischer Politiker
- Pawlischtschewa, Olga Sergejewna (1797–1868), Alexander Puschkins Schwester
- Pawlisiak, Alexandre (1913–1990), französischer Radrennfahrer
- Pawliszyn, Janusz (* 1954), polnischer Chemiker und Hochschullehrer
- Pawlitschek, Anna (1864–1927), deutsche Schriftstellerin
- Pawlitschenko, Ljudmila Michailowna (1916–1974), sowjetische ScharfschützinLjudmila Michailowna Pawlitschenko (1916–1974)

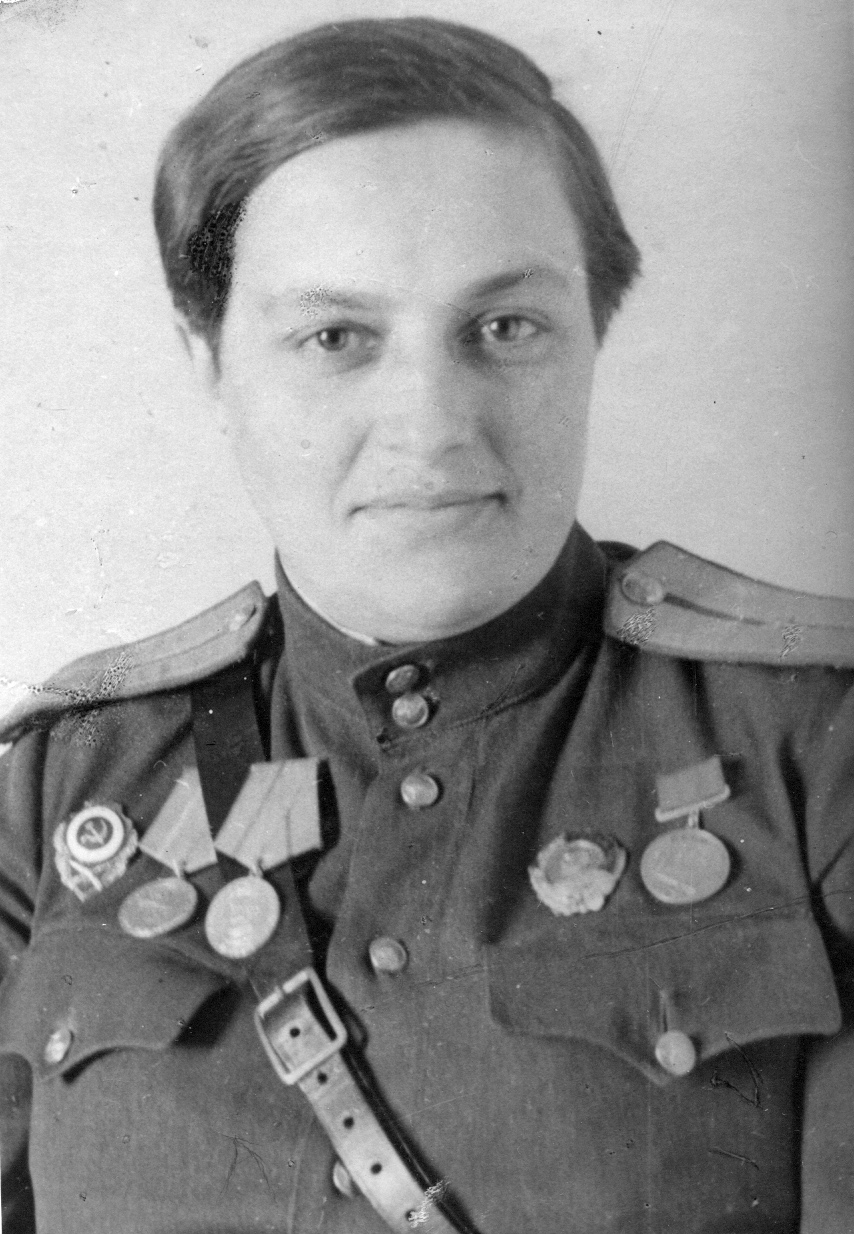
Ljudmila Michailowna Pawlitschenko (1916–1974)

- Pawlitschenko, Semjon Alexandrowitsch (* 1991), russischer Rennrodler
- Pawlitzek, Egon (1907–1994), deutscher Textilfabrikant und Senator (Bayern)
- Pawlitzki, Alfred, deutscher Fußballspieler
- Pawljuk, Ihor (* 1967), ukrainischer Autor
- Pawljuk, Oleksandr (* 1970), ukrainischer Generalleutnant
- Pawljutschenko, Darja Maximowna (* 2002), russische Eiskunstläuferin
- Pawljutschenko, Roman Anatoljewitsch (* 1981), russischer Fußballspieler
- Pawljutschenkow, Alexander Sergejewitsch (* 1985), russischer Tennisspieler
- Pawljutschenkowa, Anastassija Sergejewna (* 1991), russische Tennisspielerin
- Pawlok, Werner (* 1953), deutscher Künstler und Fotograf
- Pawlow, Alexander (* 1953), kasachischer Ökonom und Politiker
- Pawlow, Alexander Iwanowitsch (1860–1923), russischer Botschafter
- Pawlow, Alexei Petrowitsch (1854–1929), russischer Geologe und Paläontologe
- Pawlow, Arsen Sergejewitsch (1983–2016), russischer Milizenführer
- Pawlow, Bogomil (* 1992), bulgarischer Skispringer
- Pawlow, Boris Andrejewitsch (1947–2004), sowjetischer Gewichtheber
- Pawlow, Daniel (* 1967), bulgarischer Bogenschütze
- Pawlow, Daniil Jewgenjewitsch (* 2002), russischer Fußballspieler
- Pawlow, Dimitar (1937–2019), bulgarischer Politiker
- Pawlow, Dmitri Grigorjewitsch (1897–1941), sowjetischer Armeegeneral
- Pawlow, Igor (* 1965), deutsch-lettisch-russischer Eishockeytrainer
- Pawlow, Igor Michailowitsch (1900–1985), russischer Metallurg, Metallkundler und Hochschullehrer
- Pawlow, Igor Wladimirowitsch (* 1979), russischer Stabhochspringer
- Pawlow, Iwan (* 1983), bulgarischer Fußballspieler
- Pawlow, Iwan Petrowitsch (1849–1936), russischer Mediziner und NobelpreisträgerIwan Petrowitsch Pawlow (1849–1936)

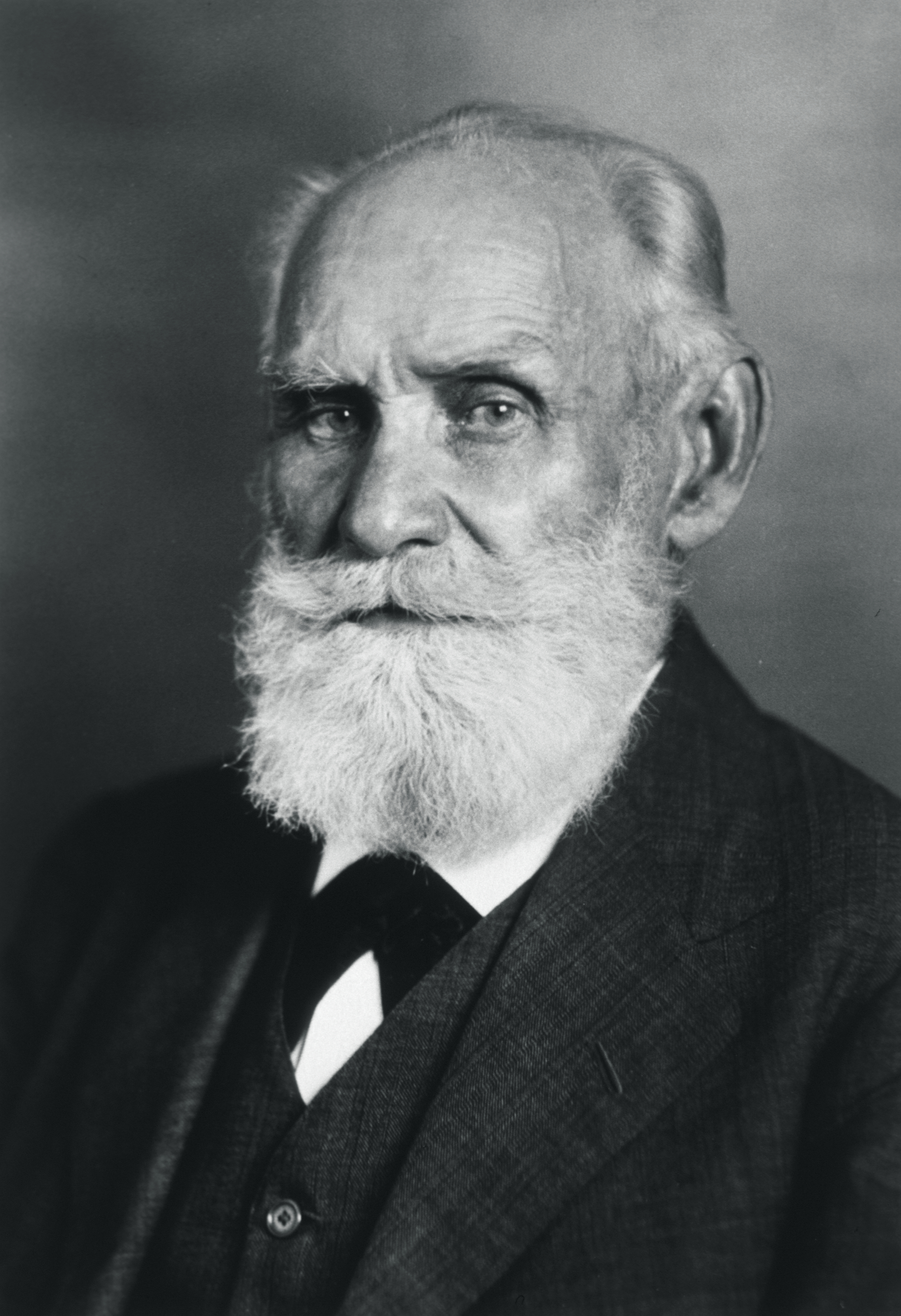
Iwan Petrowitsch Pawlow (1849–1936)

- Pawlow, Kapiton Stepanowitsch (1792–1852), russisch-ukrainischer Porträt-, Landschafts- und Genremaler sowie Hochschullehrer
- Pawlow, Konstantin (1933–2008), bulgarischer Drehbuchautor, Autor und Dichter
- Pawlow, Kostjantyn (1973–2021), ukrainischer Politiker, Volksabgeordneter und Bürgermeister
- Pawlow, Michail Alexandrowitsch (1863–1958), russischer Metallurg und Hochschullehrer
- Pawlow, Michail Grigorjewitsch (1792–1840), russischer Wissenschaftler
- Pawlow, Nicki (* 1964), deutsche Schriftstellerin
- Pawlow, Nikolaj (* 1987), bulgarischer Fußballspieler
- Pawlow, Pawel (* 1953), bulgarischer Ringer
- Pawlow, Pjotr Petrowitsch (1896–1962), sowjetischer Generalmajor der Panzertruppen
- Pawlow, Rumen (* 1964), bulgarischer Ringer
- Pawlow, Stefan (1914–1993), bulgarischer Jurist
- Pawlow, Todor (1890–1977), bulgarischer marxistischer Philosoph und Parteifunktionär
- Pawlow, Walentin Sergejewitsch (1937–2003), sowjetischer Ministerpräsident (1991)
- Pawlow, Wiktor Pawlowitsch (1940–2006), russischer Schauspieler
- Pawlow, Wladimir Nikolajewitsch (1915–1993), ukrainisch-sowjetischer Diplomat und Übersetzer
- Pawlowa, Alexandra Leonidowna (1964–2013), sowjetisch-russische Architektin, Künstlerin und Hochschullehrerin
- Pawlowa, Anna Anatoljewna (* 1987), russische Turnerin
- Pawlowa, Anna Pawlowna (1881–1931), russische Meistertänzerin des klassischen BallettsAnna Pawlowna Pawlowa (1881–1931)

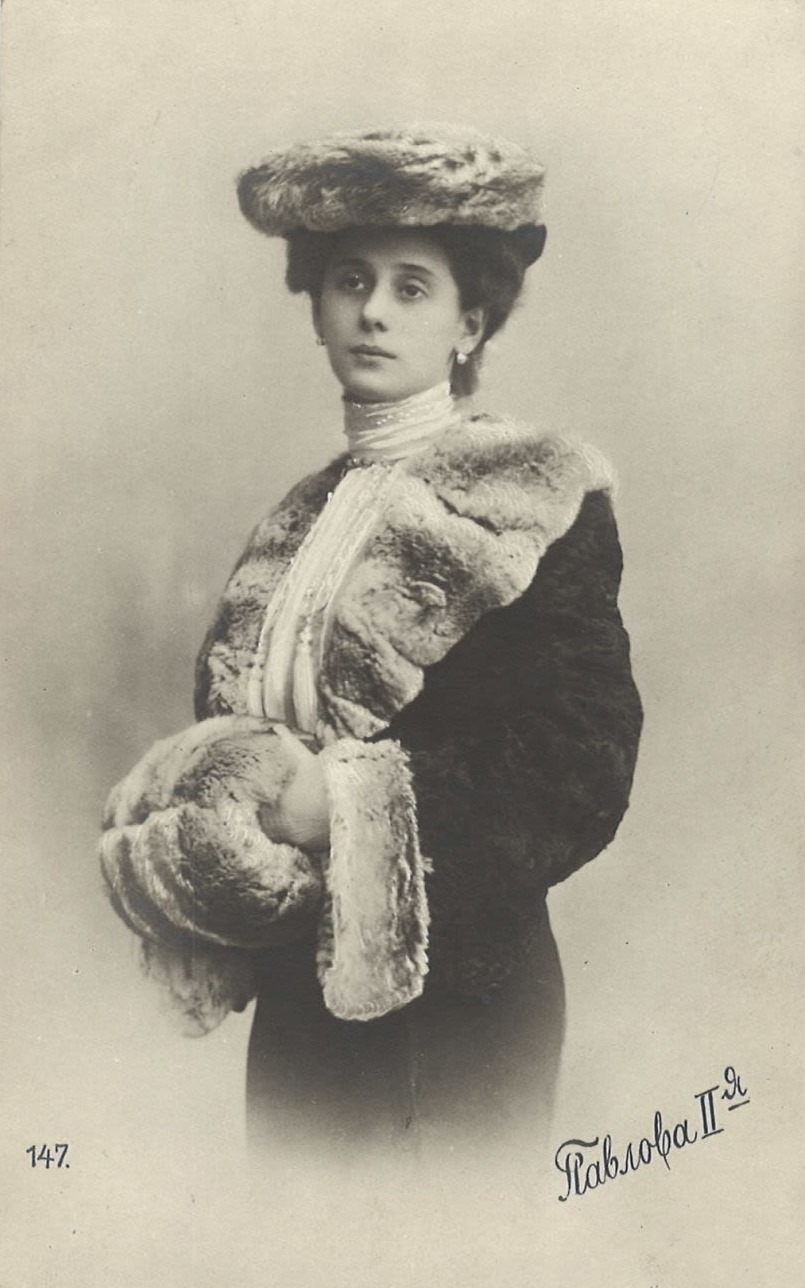
Anna Pawlowna Pawlowa (1881–1931)

- Pawlowa, Jelena (* 1978), kasachische Volleyballspielerin
- Pawlowa, Karolina Karlowna (1807–1893), russische Schriftstellerin
- Pawlowa, Kira Wladimirowna (* 2004), russische Tennisspielerin
- Pawlowa, Lidija Petrowna (1929–2015), sowjetische bzw. russische Finanzökonomikerin und Hochschullehrerin
- Pawlowa, Marija Wassiljewna (1854–1938), russische Paläontologin und Hochschullehrerin
- Pawlowa, Nadeschda Anatoljewna (* 1980), russische Opernsängerin
- Pawlowa, Nadeschda Wassiljewna (* 1956), russische Tänzerin
- Pawlowa, Nina Michailowna (1897–1973), russisch-sowjetische Botanikerin, Pflanzenzüchterin und Schriftstellerin
- Pawlowa, Wera Anatoljewna (* 1963), sowjetische bzw. russische bzw. US-amerikanische Dichterin und Librettistin
- Pawłowicz, Zygmunt Józef (1927–2010), polnischer Geistlicher, Weihbischof in Danzig
- Pawlowitsch, Alexander (1915–1988), deutscher Maschinenbauingenieur und Hochschullehrer
- Pawlowitsch, Nikolaj (1835–1894), bulgarischer Maler
- Pawlowitsch, Paul (1864–1930), deutscher Anarchist und Sozialdemokrat
- Pawlowitsch, Wladislaw Jurjewitsch (* 1971), russischer Florettfechter
- Pawlowitz, Alexander (1884–1964), österreichischer Maler
- Pawlowitz, René (* 1975), deutscher Techno-Musiker und DJ
- Pawlowna, Katharina (1788–1819), Königin von WürttembergKatharina Pawlowna (1788–1819)

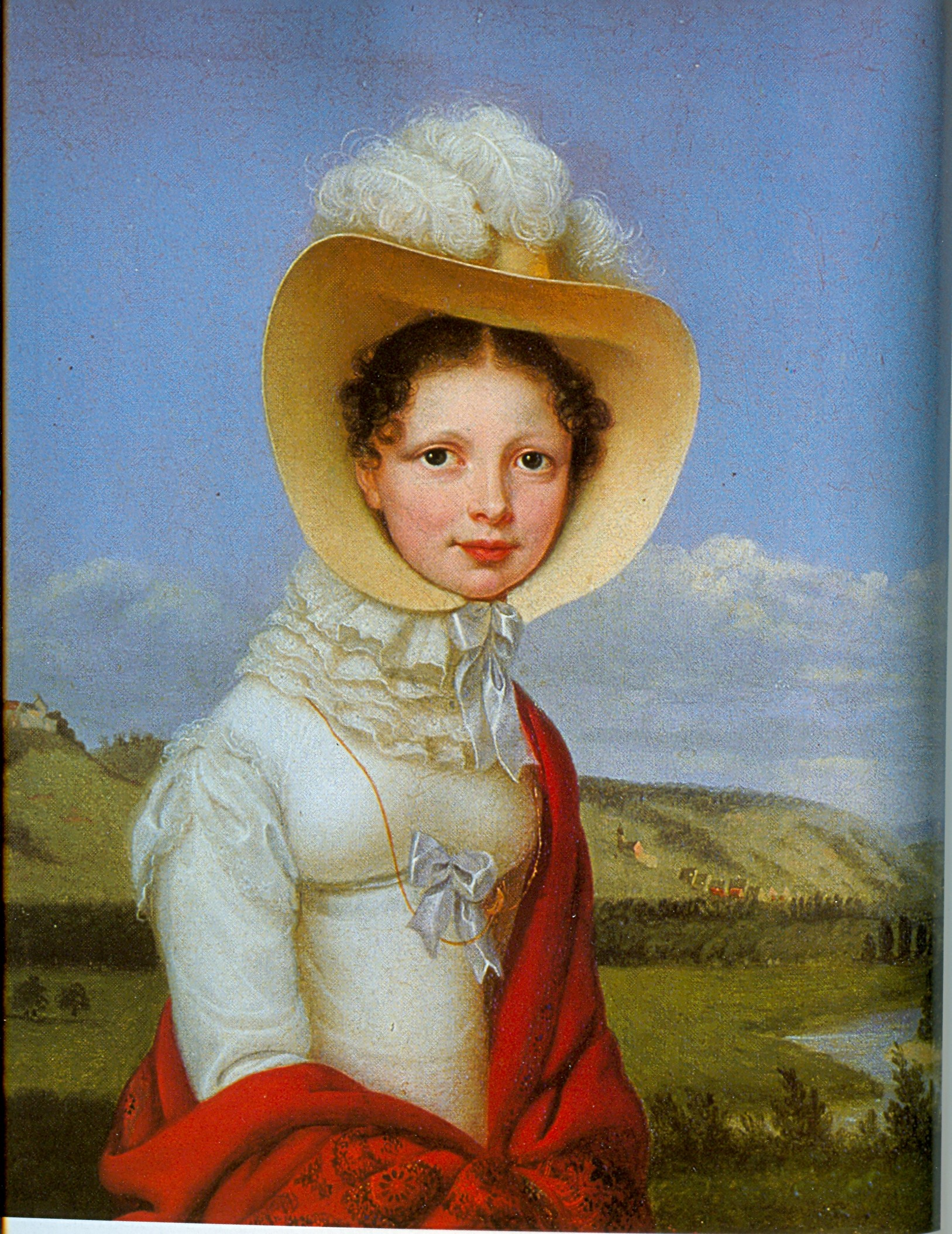
Katharina Pawlowna (1788–1819)

- Pawlowna, Olga (1792–1795), Großfürstin von Russland
- Pawlowská, Halina (* 1955), tschechische Schriftstellerin, Dramaturgin, Publizistin und Verlegerin
- Pawłowska, Katarzyna (* 1989), polnische Radrennfahrerin
- Pawlowskaja, Emilia Karlowna (1853–1935), russische Opernsängerin (Sopran)
- Pawlowski, Andrei Fjodorowitsch (1789–1857), russischer Mathematiker und Hochschullehrer
- Pawlowski, Anton (1898–1952), deutscher Politiker (SPD), MdL
- Pawłowski, Bartłomiej (* 1992), polnischer Fußballspieler
- Pawłowski, Bogusław (* 1962), polnischer Biologe
- Pawlowski, Gaston de (1874–1933), französischer Schriftsteller
- Pawlowski, Gleb Olegowitsch (1951–2023), russischer Politikwissenschaftler
- Pawlowski, Hans Martin (1931–2016), deutscher Rechtswissenschaftler
- Pawlowski, Harald (1930–2022), deutscher Journalist und Verleger
- Pawlowski, Ingrid M. (1940–2010), deutsche Künstlerin
- Pawlowski, Iwan Grigorjewitsch (1909–1999), sowjetischer Offizier, Armeegeneral
- Pawlowski, Iwan Jakowlewitsch (1800–1869), Übersetzer, Lektor für die russische Sprache sowie Verfasser von Wörterbüchern
- Pawłowski, Jan Romeo (* 1960), polnischer römisch-katholischer Geistlicher, Diplomat des Heiligen Stuhls und Kurienerzbischof
- Pawłowski, Janusz (* 1959), polnischer Judoka
- Pawłowski, Jerzy (1932–2005), polnischer Fechter und Spion
- Pawlowski, Jewgeni Nikanorowitsch (1884–1965), sowjetischer Mediziner und Zoologe
- Pawłowski, Józef (* 1990), polnischer Schauspieler
- Pawlowski, Karl (1898–1964), deutscher evangelischer Theologe und diakonischer Unternehmer
- Pawlowski, Klaus (* 1935), deutscher Germanist, Sprecherzieher, Rhetoriker und Satiriker
- Pawlowski, Leonid Wiktorowitsch (* 1949), sowjetischer Hockeyspieler
- Pawłowski, Leszek (1895–1967), polnischer Skispringer
- Pawłowski, Łukasz (* 1983), polnischer Ruderer
- Pawlowski, Mauro (* 1971), belgischer Musiker
- Pawlowski, Max von (1849–1918), preußischer Generalleutnant
- Pawlowski, Mirko (* 1973), deutscher Tischtennisspieler
- Pawlowski, Steffi (* 1905), deutsch-österreichische Dichterin
- Pawłowski, Szymon (* 1978), polnischer Politiker, Mitglied des Sejm
- Pawłowski, Szymon (* 1986), polnischer Fußballspieler
- Pawlowski, Tim (* 1980), deutscher Sportökonom, Hochschullehrer
- Pawlowski, Wladimir von (1891–1961), österreichischer Jurist und Politiker
- Pawlowsky, Peter (* 1937), österreichischer Journalist, Verlagslektor, Erwachsenenbildner, Autor und Übersetzer
- Pawlowsky, Peter (* 1954), deutscher Betriebswirtschaftler und Hochschullehrer
- Pawlu, Erich (1934–2022), deutscher Autor
- Pawluchin, Witali Igorewitsch (* 1995), russischer Poolbillardspieler
- Pawluchina, Olena (* 1989), aserbaidschanische Radsportlerin
- Pawluk, Jarosław (* 1961), polnischer Eisenbahnunternehmer
- Pawlukiewicz, Piotr (1960–2020), polnischer Theologe, römisch-katholischer Priester, Prediger und Autor
- Pawlusiak, Anna (* 1952), polnische Skilangläuferin
- Pawlusiak, Józef (* 1956), polnischer Nordischer Kombinierer
- Pawlusiak, Stanisław (* 1958), polnischer Skispringer
- Pawlusiak, Tadeusz (1946–2011), polnischer Skispringer
- Pawluzki, Dmitri Iwanowitsch († 1747), russischer Offizier und Entdecker
- Pawlyk, Mychajlo (1853–1915), ukrainischer Journalist, Schriftsteller, Übersetzer und Publizist sowie ein gesellschaftspolitischer und sozialer Aktivist
- Pawlyk, Wiktor (* 1965), ukrainischer Musiker
- Pawlysch, Wita (* 1969), ukrainische Kugelstoßerin
- Pawlytschko, Dmytro (1929–2023), ukrainischer Dichter, Übersetzer, Literaturkritiker, Diplomat und Politiker
- Pawlytschko, Solomija (1958–1999), ukrainische Literaturwissenschaftlerin

### Pawo
- Pawo Tsuglag Threngwa, tibetischer Geistlicher der Karma-Kagyü-Schule, 2. Pawo Rinpoche und Autor
- Pawollek, Roman (* 1971), deutscher Komponist
- Pawollek, Tanja (* 1999), deutsch-polnische FußballspielerinTanja Pawollek (* 1999)

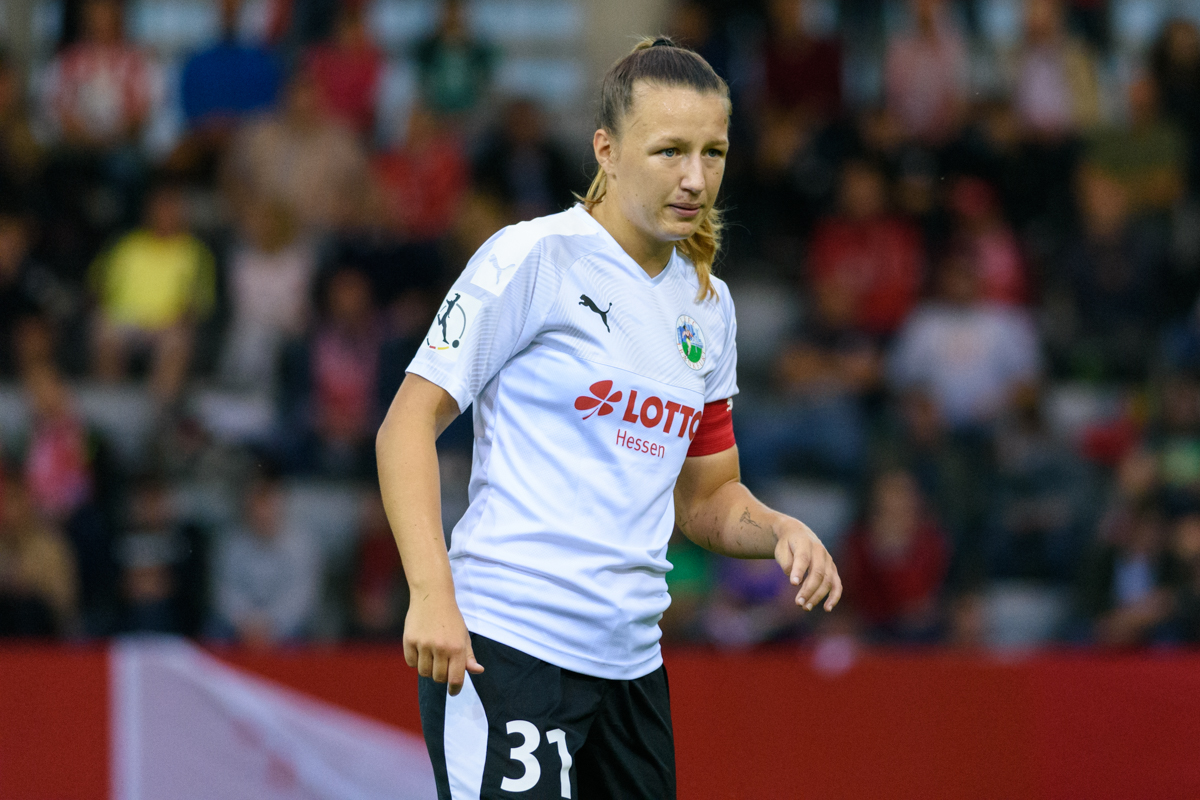
Tanja Pawollek (* 1999)

### Paws
- Pawsat, Tim (* 1963), US-amerikanischer Tennisspieler
- Pawsey, Ken (* 1940), australischer Eishockeyspieler
- Pawski, Gerassim Petrowitsch (1787–1863), russischer Priester, Bibelphilologe, Bibelübersetzer und Hochschullehrer
- Pawson, Anthony (1952–2013), britisch-kanadischer Molekularbiologe
- Pawson, Craig (* 1979), englischer Fußballschiedsrichter
- Pawson, David (1930–2020), britischer evangelikaler Pastor und Schriftsteller
- Pawson, John (* 1949), britischer Architekt
- Pawson, Terry (* 1957), britischer Architekt